# Elle à Paris
Elle à Paris — le 1er city magazine féminin, selon son slogan —, est un ancien « city guide » publié par Hachette Filipacchi Médias (Groupe Lagardère) destiné aux femmes vivant dans la capitale française. Ce magazine petit format de 132 pages est la déclinaison locale de l'hebdomadaire féminin Elle.

## Historique
Il est lancé en phase de test à 120 000 exemplaires le 10 mai 2004 dans les points de vente de Paris et d'Île-de-France, ainsi que dans les gares et les aéroports et quelques villes-tests en province (notamment Lyon et Bordeaux).
Il passe en mars 2005 à une version trimestrielle distribuée à 70 000 exemplaires, toujours dans les points de vente presse de Paris et d'Ile-de-France, mais également dans tous les Relay de France.
En février 2008, l'éditeur interrompt sa publication après quatorze numéros, à la suite de l'érosion continuelle de ses ventes.